# Hamas-Grundsatzpapier
Das Hamas-Grundsatzpapier (arabisch وثيقة المبادئ والسياسات العامة لحركة حماس, DMG Waṯīqat al-mabādiʾ wa-s-siyāsāt al-ʿāmma li-ḥarakat ḥamās, gleichzeitig auf Englisch veröffentlicht als A Document of General Principles and Policies), auch als neue oder überarbeitete Charta bezeichnet, ist ein programmatisches Dokument der palästinensischen islamistischen Organisation Hamas vom Mai 2017. Einerseits bestärkt die Organisation darin ihr Ziel aus der Gründungscharta von 1988, ganz Palästina von dem „zionistischen Projekt“ (gemeint ist der Staat Israel) zu „befreien“. Das Dokument bezeichnet dies als laut Völkerrecht legitimierten bewaffneten Widerstand gegen eine Besatzungsmacht. Andererseits lässt es auch eine Tür für die Akzeptanz des israelischen Staates offen, sofern ein „nationaler Konsens“ (in Form eines Referendums) zu einem unabhängigen palästinensischen Staat „gemäß den Linien vom 4. Juni 1967“ mit Jerusalem als Hauptstadt sowie einem Rückkehrrecht für geflüchtete Palästinenser besteht. Viele Beobachter sahen darin einen schwer lösbaren Widerspruch.
Die von einer religiösen, utopischen und stark antisemitischen Sprache geprägte Gründungscharta von 1988 wurde bei der Veröffentlichung des neuen Grundsatzpapiers nicht ausdrücklich widerrufen, sondern vielmehr von Hamas-Führungspersönlichkeiten als „historisches Dokument“ und „Teil einer früheren Phase unserer Evolution“ bezeichnet. Das neue Grundsatzpapier zeichnete sich im Vergleich dazu durch eine moderatere und pragmatischere, eher nationalistisch gefärbte Sprache aus. Die meisten Zitate aus religiösen Schriften wurden entfernt. Ein Konflikt „mit den Juden aufgrund ihrer Religion“ wurde explizit ausgeschlossen, stattdessen wurde von einem Konflikt „mit dem zionistischen Projekt“ gesprochen. Einige Beobachter werteten dies als einen Schritt des Pragmatismus, der möglicherweise zu einer politischen Lösung hätte beitragen können, während andere die Änderung als rein kosmetisch oder als Täuschungsmanöver betrachteten.

## Historischer Kontext
Als die Hamas 2007 die Macht im Gazastreifen übernahm, reagierten Israel und Ägypten sofort mit einer von den USA und der Europäischen Union gebilligten Blockade. Weitere Sanktionen der Palästinensischen Autonomiebehörde steigerten die Unzufriedenheit mit der Hamas-Regierung in Gaza.
2012 gewannen die Muslimbrüder die ägyptischen Präsidentschaftswahlen; als Organisation, die selbst aus den Muslimbrüdern hervorgegangen war, hatte die Hamas damit nun eine freundliche Regierung in Kairo, die die Blockade lockerte. Ermutigt durch diese Entwicklung, unterstützte die Hamas daraufhin den Bürgerkrieg in Syrien in der Hoffnung, auch in Syrien einer islamistischen Regierung zum Sieg verhelfen zu können, und ließ Beziehungen zur Islamischen Republik Iran erkalten. Doch der Plan ging nicht auf: Ägyptens Muslimbrüder-Regierung wurde nach nur einem Jahr gestürzt, und die neue ägyptische Regierung erklärte die Muslimbrüder, die auch von Jordanien, Bahrain, den Vereinigten Arabischen Emiraten und Saudi-Arabien aktiv bekämpft wurden, 2013 zu einer Terrororganisation. Damit war die Hamas regional isoliert.
Auf internationaler Ebene hatte das Nahost-Quartett schon 2006 die Hamas zum Verzicht auf Terrorismus aufgefordert und hinzugefügt, Hamas müsse das Existenzrecht Israels sowie die zwischen der PLO und Israel abgeschlossenen Verträge anerkennen, um als politischer Verhandlungspartner gesehen zu werden. Im Middle East Report der International Crisis Group hieß es damals, zwar gebe es immer wieder pragmatischere Äußerungen einer Reihe von Führungspersönlichkeiten der Hamas, die etwa einen Palästinenserstaat innerhalb der Waffenstillstandslinien von 1967 für denkbar erklärten, etwa von Ismail Haniya. Doch die Hoffnungen darauf, dass die Hamas solche Positionen nach ihrem Wahlsieg generell einnehmen und festschreiben könnte, seien enttäuscht worden. Es sei nicht dazu gekommen, dass die Hamas klare, eindeutige und vorwärtsweisende Botschaften eingebracht hätte, die den politischen Prozess hätten weiterbringen können. Vielmehr habe man den Eindruck gehabt, dass Hamas-Vertreter mehrdeutige Versuchsballons starteten und dabei das, was sie an einem Tag anboten, am nächsten Tag wieder dementierten.
In der Folge spielte die Hamas die Bedeutung ihrer antisemitischen Gründungscharta von 1988 in ihrer Selbstdarstellung gegenüber der internationalen Gemeinschaft fast systematisch herunter, ohne ihre Gültigkeit in Abrede zu stellen oder zu leugnen. Azzam Tamimi, Leiter des „Instituts für Islamische Politische Theorie“ in London und eine Art Medienberater für die Hamas, sagte der Jerusalem Post 2006, dass die Hamas-Führung an einer gemäßigteren Charta ohne antisemitische Argumentationen arbeite: „Der ganze Unsinn über die Protokolle der Weisen von Zion und die Verschwörungstheorien, all dieser Mist, muss heraus. Er hätte von Anfang an nicht auftauchen dürfen.“ 2007 schrieb Mousa Abu Marzouk, der damalige stellvertretende Leiter des Politbüros der Hamas, in einem Gastbeitrag für die Los Angeles Times, alle Staaten und Bewegungen hätten wohl eine Menge zu verantworten, wenn man sie nur nach ihren revolutionären Gründungsdokumenten oder den Ideen ihrer Vorfahren beurteilen würde. Im Mai 2009 behauptete der Hamas-Führer Chalid Maschal, die Charta sei zu ignorieren – die Umstände hätten sich seitdem verändert. 2017 wurde schließlich unter Maschal gegen interne Widerstände die gemäßigtere Selbstdarstellung herausgegeben.
Die Hamas hoffte, durch die veränderte Selbstdarstellung ihre Beziehungen zum Westen, den Golfstaaten und Ägypten und zur Fatah zu verbessern und bei internationalen Nahostgesprächen in Zukunft einen Platz am Verhandlungstisch zu bekommen. Zudem wollte die Hamas wohl auch attraktiver für potenzielle Geldgeber aussehen. Die Präsentation der neuen Charta im Mai 2017 war die letzte Amtshandlung von Maschal, eine Woche vor Ende seiner fünften Amtszeit als Hamas-Führer. Das Papier war sein Vermächtnis, mit dem seine Nachfolger diese strategischen Ziele erreichen sollten.
Bei den Hamas-Wahlen Anfang 2017 war Ismail Haniyya, der Leiter der Hamas im Gazastreifen, zum Chef der Hamas gewählt worden. Sein Nachfolger im Gazastreifen war Yahya Sinwar, ein militärischer Hardliner, der gleichzeitig auch als Haniyyas Stellvertreter im Politbüro fungierte. Sinwar war besonders daran gelegen, die Beziehungen der Hamas zur Fatah zu verbessern; einige Monate später, im Oktober 2017, kam es zu einem Versöhnungsabkommen zwischen den beiden Organisationen. In Bezug auf Israel war Sinwars Politik wechselhaft; manchmal wies er jede Möglichkeit einer Einigung mit Israel zurück und rief seine Kämpfer dazu auf, mehr israelische Soldaten gefangen zu nehmen und gegen die israelische „Belagerung“ zu kämpfen, bei anderen Gelegenheiten sprach er von friedlichem Volkswiderstand und deutete Bereitschaft zu Verhandlungen mit Israel an. Im Oktober 2023 war Sinwar einer der Drahtzieher hinter dem von der Hamas angeführten Terrorangriff auf Israel.

## Präsentation
Maschal präsentierte das Dokument im Rahmen einer Pressekonferenz am 1. Mai 2017 in Doha, unmittelbar bevor er durch den aus dem Gazastreifen stammenden Ismail Haniyya als Hamas-Führer ersetzt wurde. Das Dokument war das Ergebnis jahrelanger interner Diskussionen; viele Hamas-Mitglieder betrachteten den Text als kontrovers; es wurde schon kurz nach Veröffentlichung als neue oder überarbeitete Charta bezeichnet und auf Englisch auch als A Document of General Principles and Policies betitelt.
Maschal beschrieb den Kurs der Hamas-Bewegung bei seiner Präsentation nun als Mittelweg zwischen zwei Polen: Extremismus (tatarruf oder taschaddud) und Flexibilität (muyūʿa, wörtlich: „Fluidität“). Im Vergleich zur Hamas-Charta von 1988, die von religiöser Rhetorik und utopischen Vorstellungen geprägt war, verfolgte das neue Dokument einen pragmatischeren Ansatz. Es enthielt eine Präambel und 42 Absätze, in denen die Hamas ihre Standpunkte zu den grundlegenden Aspekten des arabisch-israelischen Konflikts darstellte. Das Dokument bekräftigte das Festhalten der Bewegung an ihren Gründungsprinzipien, ließ aber auch Grauzonen offen, die nach einer Einschätzung von Hroub 2017 im Journal of Palestine Studies dazu dienten, der Hamas in Zukunft politischen Spielraum zu ermöglichen. In einer Abkehr vom Ton der ursprünglichen Charta, wo der Kampf gegen Israel auf eine religiöse Grundlage gestellt wurde, sagte das neue Dokument, dass ein nationalistischer Konflikt „mit dem zionistischen Projekt“ bestehe, „nicht mit den Juden wegen ihrer Religion.“ Die ursprüngliche Charta wurde dabei jedoch nicht ausdrücklich widerrufen, vielmehr von einigen Hamas-Führungspersönlichkeiten als „historisches Dokument“ und „Teil einer früheren Phase in unserer Evolution“ bezeichnet. Die Hamas erklärte ferner ihre Bereitschaft, jedes in einem Volksreferendum akzeptierte Friedensabkommen zu unterstützen, und distanzierte sich von allen ausländischen islamistischen Organisationen, einschließlich der Muslimbrüder. Die Muslimbrüder wurden in dem Dokument namentlich nicht mehr erwähnt – wenn auch an einigen Stellen immer noch Anklänge an ihre Ideologie feststellbar waren.

## Inhalt
Das Dokument wurde auf Arabisch sowie auf Englisch veröffentlicht. Kleinere Unterschiede in beiden Sprachversionen beschränken sich auf Nuancen und Konnotationen.

### Präambel
Die Präambel des Dokuments enthält folgende nationalistisch geprägte Definition: „Palästina ist das Land der palästinensischen Araber, die von dort kommen, diesem Land verbunden und zugehörig sind und sich an andere wenden und darüber kommunizieren.“ Darauf folgt die islamisch konnotierte Aussage: „Palästina ist der Geist der Ummah und ihr zentraler Ursprung; es ist die Seele der Menschheit und ihr lebendiges Gewissen.“ In der Charta von 1988 wurde Palästina noch als Waqf („islamische Stiftung“) beschrieben, die Gott der gesamten muslimischen Nation anvertraut hätte.

### Absätze 1–42
Der erste Absatz beschreibt die Hamas als nationalistische, vom Islam geprägte Befreiungs- und Widerstandsbewegung. Unter der Überschrift „Das Land Palästina“ (Absatz 2) nennt das Dokument dann die geografischen Grenzen Palästinas, die sich „vom Jordan im Osten bis zum Mittelmeer im Westen und von Ras al-Naqura im Norden bis Umm al-Rashrāsh im Süden“ erstrecken. Hier wird bekräftigt, dass Palästina „eine integrale territoriale Einheit ist. Es ist das Land und die Heimat des palästinensischen Volkes“. Nach dieser klaren und präzisen nationalistischen Definition folgt ein allgemeiner islamischer Hinweis (Absatz 3): „Palästina ist ein arabisch-islamisches Land. Es ist ein gesegnetes, heiliges Land, das einen besonderen Platz im Herzen jedes Arabers und jedes Muslims hat.“
Darauf folgt eine Definition der Palästinenser (Absätze 4 bis 6): „Die Palästinenser sind die Araber, die bis 1947 in Palästina lebten, unabhängig davon, ob sie aus dem Land vertrieben wurden oder dort geblieben sind; und jede Person, die nach diesem Datum von einem arabischen palästinensischen Vater geboren wurde, ob innerhalb oder außerhalb Palästinas, ist ein Palästinenser. ... Die palästinensische Identität ist authentisch und zeitlos; sie wird von Generation zu Generation weitergegeben.“
Der folgende Teil (Absätze 7 bis 11) beschreibt Palästina als Herz der arabischen und islamischen Ummah und betont den speziellen Status von Jerusalem im Islam. Im nächsten Teil (Absätze 12 und 13) wird unter Berufung auf göttliches Recht, die Menschenrechte und das Völkerrecht das Recht der vertriebenen Palästinenser auf Rückkehr in ihre Heimat postuliert.
Das „zionistische Projekt“ (Absätze 14 bis 17) wird als „rassistisches, aggressives, kolonialistisches und expansionistisches Projekt“ beschrieben, das dem palästinensischen Volk und seinem Streben nach Freiheit, Rückkehr und Selbstbestimmung feindlich gegenübersteht. Dieses Projekt stelle nicht nur eine Bedrohung für die Palästinenser dar, sondern bedrohe auch die „Sicherheit und die Interessen“ der ganzen arabischen und islamischen Ummah. Der Konflikt drehe sich allein um dieses Projekt; es gebe keinen religiös begründeten Konflikt mit Juden. Antisemitismus und Judenverfolgung seien vielmehr mit der europäischen – nicht der arabischen oder muslimischen – Geschichte verbundene Phänomene. Die Hamas lehne „die Verfolgung irgendeines Menschen oder die Untergrabung seiner Rechte aus nationalistischen, religiösen oder konfessionellen Gründen“ ab.
Unter der Überschrift „Der Standpunkt zur Besatzung und politischen Lösungen“ (Absätze 18 bis 23) beschreibt das Dokument die Zwei-Staaten-Lösung, das heißt die Schaffung eines vollständig souveränen und unabhängigen palästinensischen Staates gemäß den Waffenstillstandslinien von 1967, mit Jerusalem als Hauptstadt und „Rückkehr der Flüchtlinge und Vertriebenen in ihre Häuser, aus denen sie vertrieben wurden“, als „Formel des nationalen Konsensus“. Zu beachten ist laut Jean-François Legrain (Centre national de la recherche scientifique, Universität Aix-Marseille), dass hinsichtlich des so geschaffenen Staats nicht von „Grenzen“ gesprochen wird – die Grenzen Palästinas sind in Absatz 2 definiert –, sondern von den „Linien des 4. Juni 1967“, die lediglich Machtverhältnisse widerspiegeln. Der rechtliche Anspruch auf ganz Palästina „vom Fluss bis ans Meer“, einschließlich des israelischen Hoheitsgebiets, wird damit also nicht aufgegeben; zu dessen Befreiung gebe es keine Alternative. Rickard Lagervall bewertet diesen Absatz als eine „doppeldeutige Formulierung“ (ambiguous formulation). Der israelische Militär-Analytiker und Akademiker Shaul Bartal fasste dies so zusammen: Die Zwei-Staaten-Lösung wird als vorübergehendes Stadium aufgefasst, das langfristige Ziel bleibt die Befreiung von ganz Palästina.
Die im Oslo-Friedensprozess getroffenen Abkommen werden als unvereinbar mit dem Völkerrecht kritisiert und zurückgewiesen. Der mit der Beihilfe westlicher Nationen geschaffene Staat Israel wird nach wie vor als „vollkommen illegal“ (arabisch bâtil, ein Wort, das auch religiöse Konnotationen hat) angesehen. Der britisch-palästinensische Akademiker Tareq Baconi sah zwei Gründe für die fehlende Anerkennung Israels in dem Dokument: Nach Ansicht der Hamas hatte die PLO ihre eigene Verhandlungsposition geschwächt, als sie Israel anerkannte, ohne im Gegenzug eine Anerkennung des palästinensischen Staates zu fordern; zudem sei es aus der Perspektive der Palästinenser ideologisch unmöglich, den Zionismus und die Kolonialisierung Palästinas zu legitimieren.
Der Teil „Widerstand und Befreiung“ (Absätze 24 bis 26) beruft sich ebenfalls auf das Völkerrecht. Dieses legitimiere den bewaffneten Widerstand gegen eine Besatzungsmacht, und man sehe den bewaffneten Widerstand als „strategische Wahl zum Schutz der Prinzipien und Rechte des palästinensischen Volkes“ an. Gleichzeitig spricht das Dokument in Absatz 26 von einer „Diversifizierung“ der im Rahmen des Widerstands und dessen „Eskalation und Deeskalation“ eingesetzten Mittel und Methoden.
Im Teil „Das palästinensische politische System“ (Absätze 27 bis 34) betont das Dokument Gemeinsamkeiten mit anderen palästinensischen Gruppierungen und bekennt sich zu „Pluralismus, Demokratie, nationaler Partnerschaft, Akzeptanz des Anderen und der Führung von Dialogen“. Differenzen werden heruntergespielt. Ziel seien Einigkeit und Stärkung des gemeinsamen Handelns, um die Bestrebungen des palästinensischen Volkes zu realisieren. Armin Pfahl-Traughber wies in einem auf der Internetseite der Bundeszentrale für politische Bildung veröffentlichten Aufsatz darauf hin, dass die Hamas seit Jahren in Gaza keine Wahlen durchgeführt und auch keinen Pluralismus zugelassen hat. Hier werde deutlich, dass die „formale Mäßigung“ eine „strategische Täuschung“ zum Ziel habe.
Die nationale Rolle der PLO und der Palästinensischen Autonomiebehörde wird ausdrücklich anerkannt, und zum Abschluss wird auf die „fundamentale“ Rolle der palästinensischen Frauen im politischen Prozess verwiesen.
Der nächste Abschnitt beschreibt das Verhältnis zwischen Arabern und der islamischen Ummah (Absätze 35 bis 37); dort signalisierte die Hamas – insbesondere an Ägypten –, dass sie kein Interesse daran hatte, sich in die internen Angelegenheiten anderer Länder in der Region einzumischen, die im Rahmen des arabischen Frühlings Aufstände erlebt hatten.
Der letzte Abschnitt beschreibt humanitäre und internationale Aspekte (Absätze 38 bis 42); dort werden laut dem Historiker Jeffrey Herf gezielt Worte gewählt, die ein politisch linkes oder sogar liberales Publikum ansprechen sollen. So heißt es in dem Papier, die Anliegen der Hamas seien „humanitär und zivilisatorisch“, die Befreiung Palästinas sei einfach „ein Akt der Selbstverteidigung“ und Ausdruck des „natürlichen Rechts aller Völker auf Selbstbestimmung“. Die Hamas glaube an „die Werte der Zusammenarbeit, der Gerechtigkeit, der Freiheit und des Respekts vor dem Willen des Volkes“.

## Rezeption

### Einordnungen nach der Veröffentlichung
Analytiker kamen zu unterschiedlichen Bewertungen des Papiers; einige sahen darin Zeichen für eine Kursänderung der Hamas, andere ein Täuschungsmanöver.
Mohammed Ayoob, Distinguished Professor für Internationale Beziehungen an der Michigan State University, und Danielle Nicole Lussier werteten das Grundsatzpapier als Zeichen von „Pragmatismus“, da es die Möglichkeit einer Zwei-Staaten-Lösung offen ließ und Bereitschaft zur Zusammenarbeit mit der Palästinensischen Autonomiebehörde signalisierte. Khaled Hroub (Northwestern University in Qatar, University of Cambridge) schrieb, die Hamas wolle sich hiermit „als verantwortungsvoller politischer Partner präsentieren, dessen Führung freie und faire Wahlen gewonnen hatte und der in der Lage sei, die Sprache der Politik und des Widerstands auf seine eigene Art zu sprechen.“ Die im Dokument enthaltenen Widersprüche – Akzeptanz eines palästinensischen Staats in den Grenzen von 1967 bei gleichzeitiger Ablehnung von Israels Existenzrecht, Anerkennung der PA bei gleichzeitiger Ablehnung der Osloer Abkommen – könnten auch als Möglichkeiten und Ansatzpunkte für weitere Entwicklungen gesehen werden.
Beverley Milton-Edwards, Politikwissenschaftlerin an der Universität Belfast, sagte, die Erklärung sei „ein wichtiger Ausgangspunkt für künftige Friedensverhandlungen, einer, den auch andere arabische Konfliktparteien wie Syrien, Ägypten und die PLO als Teil einer Formel zur Lösung der Konflikte und zur Schaffung des Friedens vertreten haben.“ Muhammad Abu Saada, Professor an der Al-Azhar-Universität Gaza, sagte: „Die Hamas versucht, auf einem schmalen Grat zwischen ihren Hardlinern und ihren eigenen Gemäßigten zu wandeln [...]. Auf der einen Seite können die Gemäßigten sagen, dass sie einen palästinensischen Staat in den Grenzen von 1967 akzeptieren, aber die Hardliner können immer noch sagen, dass sie Israel nicht anerkennen.“
Der der Hamas-Bewegung nahestehende britisch-palästinensische Politikwissenschaftler Azzam Tamimi meinte, das Grundsatzpapier würde die Gründungscharta von 1988 „praktisch“ ersetzen. Mustafa Barghuthi, Parteivorsitzender der Palästinensischen Nationalen Initiative, sah in der Zustimmung zu einem palästinensischen Staat in den Grenzen von 1967 die faktische Akzeptanz einer Zwei-Staaten-Lösung durch die Hamas und ein Zeugnis „politischer Reife“. Michael Schulz (Universität Göteborg) wertete die Erklärung der Zwei-Staaten-Lösung zur „Formel des nationalen Konsensus“ als Bereitschaft seitens der Hamas, eine solche Lösung selbst gegen ihren Willen als permanent zu akzeptieren, wenn sie der eindeutig erklärte Wille des palästinensischen Volkes sei. Dies würde nach Schulz dann ein zukünftiges Referendum erfordern, an dem auch in der Diaspora lebende Palästinenser teilnehmen könnten. Tristan Dunning, Politikwissenschaftler an der University of Queensland, schrieb 2017, dass die Hamas seit Mitte der 1990er Jahre für eine Art dauerhafte Lösung mit Israel offen sei. Die Änderungen in der Charta seien daher positiv und überfällig, in vielerlei Hinsicht aber vielleicht zu wenig und zu spät, um die Dynamik des palästinensisch-israelischen Konflikts sinnvoll zu verändern. Mohammed Schtajjeh von der Palästinensischen Autonomiebehörde bemerkte dazu zu CNN: „Die Hamas debattiert über Dinge, die [die PLO] vor 43 Jahren gemacht hat.“ Die Reaktionen in Fatah-Kreisen waren gemischt; vage Stellen in dem Dokument wurden kritisiert, doch insgesamt wurde es als Schritt in die richtige Richtung gelobt.
Jerome Slater (Professor emeritus, State University of New York at Buffalo) wies auf den offensichtlichen logischen Widerspruch hin, dass das Dokument einerseits ein Israel in den Grenzen von 1967 zu akzeptieren schien, andererseits aber auch das Recht der Palästinenser auf Rückkehr in ihre ursprüngliche, nun in Israel liegende Heimat forderte. Falls eine israelische Regierung ernsthaft an einer politischen Einigung interessiert gewesen wäre, hätte sie allerdings die neue Hamas-Charta und andere Anzeichen von Mäßigung seitens der Hamas als Grundlage für weitere Gespräche nutzen können, was aber nicht geschah.
Jonathan A. Greenblatt, Direktor der Anti-Defamation League, meinte: „Die neue Charta trägt wenig zum Frieden bei, aber viel zur Aufrechterhaltung des Konflikts.“ Die Hamas sei immer noch eine zutiefst antisemitische Organisation, die den Weg des Terrors beschreite und das Existenzrecht Israels leugne. Der Journalist Tim Aßmann sah im Grundsatzpapier eine moderatere Wortwahl, aber keine wesentliche Positionsänderung der Hamas. Die Forscher am Washington Institute for Near East Policy Matthew Levitt und Maxine Rich werteten es als einen Versuch, sich moderater zu geben, um angesichts der tristen ökonomischen Lage im Gazastreifen, zuletzt durch eine Energiekrise verschärft, sowie angesichts des Kampfes der ägyptischen Regierung gegen die Muslimbrüder größere internationale Unterstützung zu gewinnen. Regierungsnahe Kreise in Ägypten nahmen eine ähnlich skeptische Haltung ein, begrüßten aber, dass sich die Hamas nun von den Muslimbrüdern distanziert hatte.
Die Politikwissenschaftlerin Ljiljana Radonić analysierte Reaktionen auf das Papier in einigen linken Internetplattformen und dem Leserforum der österreichischen Zeitung Der Standard und kam zu dem Ergebnis, dass dort das im Papier deutlich ausgesprochene Festhalten der Hamas an dem Ziel, Israel zu vernichten, absichtsvoll ignoriert werde; stattdessen würden häufig Parallelen zwischen der israelischen Politik und dem Nationalsozialismus gezogen. Dies sei ein Hinweis auf linken Antisemitismus, der sich als Antizionismus ausgebe. Der Historiker Michael Wolffsohn meinte, die Hamas habe ihr Terror-Haus und ihren Judenhass nur „pinselsaniert“.
Shaul Bartal, israelischer Militär-Analyst und Dozent für palästinensische Angelegenheiten an der Bar-Ilan-Universität, konstatierte, der bei einer Zwei-Staaten-Lösung geschaffene palästinensische Staat wäre dann ein Staat ohne Zugeständnisse hinsichtlich des Rechts auf Rückkehr und ohne eine dauerhafte, auch für künftige Generationen verbindliche Lösung. David Keyes, von 2016 bis 2018 Sprecher des israelischen Premierministers Benjamin Netanjahu, bezeichnete das Grundsatzpapier als Täuschungsversuch der Hamas. Netanjahu selbst zerknüllte ein Exemplar des Dokuments vor laufender Kamera und warf es in einen Papierkorb. „Das neue Hamas-Dokument besagt, dass Israel kein Existenzrecht hat, dass jeder Zentimeter unseres Landes den Palästinensern gehört und dass es keine andere akzeptable Lösung gibt, als Israel zu beseitigen ... Sie wollen ihren Staat benutzen, um unseren Staat zu zerstören“, sagte Netanjahu.
Das israelische Meir Amit Intelligence and Terrorism Information Center kam zum Ergebnis, das Hamas-Dokument von 2017 habe nichts an den tragenden Prinzipien der Hamas-Ideologie geändert, sondern diese nur aus tagespolitischen Interessen heraus modifiziert. Die Hamas verfolge weiterhin das Ziel, Israel durch bewaffneten Widerstand (Terror) zu eliminieren. Auch in der Europäischen Union, den USA und Russland fand das neue Dokument sehr zur Überraschung und Bestürzung der Hamas wenig positive Resonanz.
Laut einer Analyse des Nahostexperten Björn Brenner aus dem Jahr 2021 hatte Maschal, kurz bevor er seine Macht in der Hamas einbüßte, versucht, die Ideologie der Hamas vor dem Führungswechsel mit der neuen Charta festzuzurren. Interne Kritiker und Hardliner sahen sich nun angesichts des Mangels an positivem Echo bestätigt und wurden wieder lauter. Der pragmatischere Ansatz habe nichts gebracht; gleichzeitig hatte die Hamas insbesondere durch die Distanzierung von den Muslimbrüdern, die vielen älteren Mitgliedern als ideologischer Kompass galt, einiges an ihrem Ruf unter anderen islamischen Organisationen eingebüßt. Extremere islamistische Gruppen konnten der Hamas nun einen Mangel an religiöser Glaubwürdigkeit unterstellen. Gleichzeitig spielte das im Exil befindliche Politbüro der Hamas nun eine weniger zentrale Rolle. Die mit Regierungs- und militärischen Aufgaben beschäftigte Hamas-Führung in Gaza hatte in den vergangenen zehn Jahren dagegen an Macht gewonnen.

### Analysen nach dem 7. Oktober 2023
Laut dem Extremismusforscher Armin Pfahl-Traughber, der auf die Kontinuitäten im Hamas-Papier hinwies, hatte die „formale Mäßigung“ der neuen Charta „ein klares Ziel“, nämlich „strategische Täuschung“. Schon allein die Formulierung „vom Fluss bis zum Meer“ bedinge „eine entsprechende gewaltgeprägte Vernichtungsabsicht“ gegenüber dem Staat Israel. Veranschaulicht hätten das spätestens die Hamas-Massaker im Oktober 2023. Mark A. Green vom Wilson Center merkte an, dass die Hamas in ihrer Charta von 2017 zwar sagte, sie lehne „die Verfolgung irgendeines Menschen oder die Untergrabung seiner Rechte aus nationalistischen, religiösen oder konfessionellen Gründen“ ab, aber dennoch am 7. Oktober einen Terrorangriff auf Israel verübte, bei dem weit über 1.000 Menschen in Israel getötet wurden, die meisten davon unbewaffnete Zivilisten. Somit habe sich seit den antisemitischen, menschenfeindlichen und dschihadistischen Anfängen der Hamas in Wirklichkeit wenig geändert: „Im Jahr 2017 kleidete die Hamas ihre terroristischen Ziele in mehrdeutige, weniger gewalttätige Begriffe. Aber 2023 machte sie klar, wofür sie wirklich steht – in den Worten von Präsident Biden: ‚die Zerstörung des Staates Israel und die Ermordung des jüdischen Volkes‘.“
Jeffrey Herf schrieb im November 2023, die neue Charta von 2017 habe es verblüffend gut verstanden, Narrative der globalen Linken zu instrumentalisieren. Es gebe keinen Präzedenzfall in der modernen Geschichte, in dem eine Bewegung wie die Hamas, die ihre Wurzeln sowohl in den rassistischen Ideologien des Nationalsozialismus als auch im islamistischen religiösen Obskurantismus habe, so erfolgreich darin gewesen sei, Anhänger oder zumindest Entschuldiger unter denen zu finden, die sich selbst als säkulare Linke betrachteten. Während der gesamten modernen Geschichte sei der Antifaschismus ein wesentliches Merkmal linker oder progressiver Politik gewesen, bis er in den 1960er Jahren von Linken in Europa und den USA auf eine Weise neu definiert wurde, die ihn von seiner Bedeutung in den 1940er Jahren trennte und, zu Herfs Erstaunen, gegen Israel richtete. Den seit den 1960er Jahren erwachsen gewordenen Generationen habe die Sprache des Antirassismus und Antikolonialismus, die fälschlicherweise auf den Zionismus und Israel angewandt werde, die Entstehung einer Art magischen Denkens ermöglicht, das die Hamas von einer von Natur aus rassistischen und antisemitischen Terrortruppe in ein vollwertiges Mitglied des Kampfes der Elenden der Erde gegen den Kolonialismus und die westliche Herrschaft verwandelt habe.
Daniel Byman (Georgetown University) und Mackenzie Holtz diskutierten am 6. Dezember 2023 in einer Analyse für das Center for Strategic and International Studies die Frage, warum die Hamas zu diesem Zeitpunkt, also am 7. Oktober 2023 zuschlug, obwohl doch die tödlichen Konsequenzen für sie selbst und die Bevölkerung des Gazastreifens absehbar waren. Sie vertraten die Meinung, dass ausbleibende positive Reaktionen auf die neue Charta die Ausübung einer Form eines Großangriffs wahrscheinlich in den Augen der Hamas attraktiver gemacht hätten. Die Hamas selbst habe dieses Papier als eine Geste der Mäßigung betrachtet und den Eindruck gewonnen, dies sei nirgends anerkannt worden, weder in Israel noch in der internationalen Gemeinschaft. Im Gegenteil seien die Jahre 2021 und 2022 für die Palästinenser besonders tödlich gewesen, die rechtsradikale Rhetorik in Israel habe an Schärfe zugenommen und sei mit Personen wie Bezalel Smotrich bis in die Regierung hinein hoffähig geworden. Ob es sich bei dem Papier lediglich um einen Täuschungsversuch seitens der Hamas gehandelt habe, könnten die beiden Autoren nicht entscheiden. Der britisch-palästinensische Akademiker Tareq Baconi, Verfasser eines Buches über die Hamas, sagte im Dezember 2023, dass die Charta von 2017 Israel auf die Probe gestellt habe, indem sie den Grenzen von 1967 zugestimmt habe – und das Ausbleiben einer israelischen Reaktion habe den Palästinensern gezeigt, dass Israel nicht an der Linie von 1967 interessiert sei.
Laut der Islamwissenschaftlerin Gudrun Krämer zeugt das Grundsatzpapier davon, dass es neben den Vernichtungsfantasien auch andere Stimmen in der Hamas gegeben habe, die die vorläufige Anerkennung eines palästinensischen Staates in den Grenzen von 1967 befürwortet hätten. Benjamin Hammer, ehemaliger Korrespondent in Tel Aviv, sieht in dem Papier aber auch eine gewisse „Sprachakrobatik“. Die Hamas habe die Zweistaatenlösung „so halb anerkannt, ohne Abstand zu nehmen von ihren Vernichtungsfantasien gegen Israel“. Dass sich letztlich die Vernichtungsfantasien durchgesetzt hätten, begründet Hammer auch mit innerpalästinensischen Gegebenheiten. Yahya Sinwar, ab Februar 2017 das politische und militärische Oberhaupt der Hamas im Gazastreifen, hatte Berichten zufolge die neue Charta befürwortet, dann aber eine extremere Position angenommen, als eine politische Einigung mit Israel ausblieb.
Der Historiker Joseph Croitoru meinte 2024, die Hamas hätte ihr Programm 2017 etwas abgemildert, sei von ihrem Antisemitismus abgerückt und habe die Existenz Israels indirekt akzeptiert – selbst wenn sie es offiziell nicht anerkannte. Die Veröffentlichung des Grundsatzpapiers habe aber auch etwas Verwirrung ausgelöst, weil die signalisierte Mäßigung nicht ganz im Einklang mit Änderungen in der Führungsstruktur der Hamas stand. Bei den Wahlen für das Gaza-Politbüro im Februar 2017 hatte der militärische Arm der Hamas, die Qassam-Brigaden, an Macht gewonnen. Deren wachsender Einfluss spiegelte sich laut Croitoru auch in der Wahl Haniyyas zum neuen Hamas-Politchef in Katar wider. Diejenigen, die in der Wahl Haniyyas das Potenzial einer langfristigen Mäßigung sahen, hätten übersehen, dass sich Haniyya vor und nach seiner Wahl zunehmend mit den Qassam-Brigaden solidarisiert hätte. Der Mäßigungskurs, den die Auslandsführung der Hamas mit dem neuen Programm angedeutet hatte, sei jedenfalls nicht konsequent weiterverfolgt worden, da er die Hamas ihren Zielen kaum nähergebracht hätte; langfristig hätte dies wohl zum weiteren Erstarken des militanten Lagers in der Hamas-Führung beigetragen. Die Versöhnung mit der Fatah – Mitte Oktober 2017 wurde in Kairo ein Abkommen über Zusammenarbeit und die Bildung einer Einheitsregierung unterzeichnet – war von kurzer Dauer; ein knappes halbes Jahr später kam es erneut zum Bruch.